# Matt Walsh
Matthew Paul "Matt" Walsh, född 13 oktober 1964 i Chicago, Illinois, är en amerikansk skådespelare, komiker och regissör. Han är bland annat känd för rollen som Mike McLintock i TV-serien Veep, en roll som han blev nominerad till en Primetime Emmy Award för i kategorin bästa manliga biroll i en komediserie 2016 och 2017.

## Biografi
Matt Walsh föddes i Chicago som fjärde barnet i en syskonskara på sju. På highschool spelade han amerikansk fotboll och avlade examen 1982. Han avlade sedan en examen i psykologi på Northern Illinois University. Han tillbringade också ett år i Österrike för att studera på Salzburg College.
Efter college tog Walsh lektioner i improvisationsteater och uppträdde regelbundet på Annoyance Theater och ImprovOlympic under ledning av Del Close. 1991 träffade Walsh komikern Matt Besser och de började med ståuppkomik tillsammans. Snart var även Amy Poehler och Ian Roberts med i deras grupp som de kom att kalla för Upright Citizens Brigade(en). De fick ett eget sketchprogram som gick i tre säsonger på Comedy Central. Gruppen gör fortfarande framträdande ihop och har dessutom bildat fyra egna teatrar ägnad för ståuppkomik och improvisation.
Walsh blev sedan igenkänd för sina många småarbeten i stora komedifilmer. Han har också haft större biroller i filmer som Old School (2003), Starsky & Hutch (2004), Be Kind Rewind (2008), Ted (2012) och Keeping up with the Joneses (2016). Han skrev och spelade också i kult-indiefilmen Martin & Orloff (2002). Han var också en återkommande komiker i sketcher på Late Night with Conan O'Brien (1996–2004). Han återkommer också i flertalet av Todd Phillips filmer, ofta som karaktären "Walsh".
Walsh har också haft återkommande roller i TV-serierna Outsourced (2010) och Hung (2010) innan han fick rollen som Mike McLintock i HBO-serien Veep (2012–2019). För rollen blev han nominerad till en Emmy Award för bästa manliga biroll i en komediserie både 2016 och 2017. Walsh har regisserat samt skrivit och spelat i de två filmerna High Road (2012) och A Better You (2014).

## Filmografi (urval)

### Film
| År   | Titel                                     | Roll                     | Notering                 |
| ---- | ----------------------------------------- | ------------------------ | ------------------------ |
| 1998 | Tomorrow Night                            |                          |                          |
| 1998 | Talent                                    | Ted                      |                          |
| 1999 | Fatty Drives the Bus                      | Man i basebolluniform    |                          |
| 2000 | Road Trip                                 | Brottsplatsfotograf      |                          |
| 2002 | Martin & Orloff                           | Dr. Eric Orloff          |                          |
| 2003 | Pushing Tom                               | Medarbetare              |                          |
| 2003 | Old School                                | Walsh                    |                          |
| 2003 | The Test                                  | Joe                      | Kortfilm                 |
| 2003 | Death of a Dynasty                        | Frat Boy                 |                          |
| 2003 | Elf                                       | Ögonvittne               |                          |
| 2003 | Brainwarp                                 | Kapten Maniac            |                          |
| 2003 | Bad Santa                                 | Herb                     |                          |
| 2004 | The Sensual Lover of Bindalele            | Budo                     |                          |
| 2004 | Starsky & Hutch                           | Eddie                    |                          |
| 2004 | Julfritt                                  | Walsh                    |                          |
| 2006 | Nördskolan                                | Walsh                    |                          |
| 2007 | Wild Girls Gone                           | Sheriff Terry Moran      |                          |
| 2007 | Dante's Inferno                           | Mussolini / Fox Reporter |                          |
| 2008 | Lower Learning                            | Mr. Conroy               |                          |
| 2008 | Be Kind Rewind                            | Julian                   |                          |
| 2008 | Drillbit Taylor                           | Chaufför                 |                          |
| 2008 | Semi-Pro                                  | Fader Pat                |                          |
| 2008 | Step Brothers                             | Full företagare          |                          |
| 2008 | Role Models                               | Davith of Glencracken    |                          |
| 2009 | Mystery Team                              | Jim                      |                          |
| 2009 | I Love You, Man                           | Otålig golfare           |                          |
| 2009 | Baksmällan                                | Dr. Valsh                |                          |
| 2009 | The Goods: Live Hard, Sell Hard           | Kapten Ortiz             |                          |
| 2009 | May the Best Man Win                      | Fred Anderton            |                          |
| 2010 | Cyrus                                     | Tim                      |                          |
| 2010 | Due Date                                  | TSA Agent                |                          |
| 2010 | Cherry                                    | Professor Van Auken      |                          |
| 2010 | Breast Picture                            | Jack                     |                          |
| 2011 | Freak Dance                               | Adolf Hitler Jr.         |                          |
| 2012 | High Road                                 | Man                      | Även manus och regi      |
| 2012 | Ted                                       | Thomas                   |                          |
| 2012 | Free Samples                              | Mr. Hightower            |                          |
| 2012 | Queens of Country                         | Cleveland Norvis         |                          |
| 2012 | The Brass Teapot                          | Antikhandlare            |                          |
| 2013 | Movie 43                                  | Amanda's pappa           |                          |
| 2013 | Cofee Town                                | Polis                    |                          |
| 2014 | Hits                                      | Dave                     |                          |
| 2014 | Into the Storm                            | Pete                     |                          |
| 2014 | Sex Ed                                    | Washout                  |                          |
| 2014 | Jason Nash Is Married                     | Randy Plymouth           |                          |
| 2014 | A Better You                              | Patrick                  | Även manus och regi      |
| 2015 | Get Hard                                  | Toabås Man               |                          |
| 2015 | Bad Night                                 | Ari                      |                          |
| 2016 | Other People                              | Steve                    |                          |
| 2016 | The Darkness                              | Gary Carter              |                          |
| 2016 | The Do-Over                               | Shecky                   |                          |
| 2016 | Ghostbusters                              | Rourke                   |                          |
| 2016 | Wild Oats                                 | Forbes                   |                          |
| 2016 | Keeping up with the Joneses               | Dan Craverston           |                          |
| 2016 | Office Christmas Party                    | Ezra                     |                          |
| 2017 | Brigsby Bear                              | Greg Pope                |                          |
| 2018 | A Futile and Stupid Gesture               | Matty Simmons            |                          |
| 2018 | Family                                    | Dan                      |                          |
| 2018 | Life of the Party                         | Daniel 'Dan' Miles       |                          |
| 2018 | Under the Eiffel Tower                    | Stuart                   |                          |
| 2018 | Widows                                    | Ken                      |                          |
| 2019 | The Perfect Date                          | Charlie Rattigan         |                          |
| 2020 | For Madmen Only: The Stories of Del Close | Mike Gold                |                          |
| 2022 | Unplugging                                | Dan Dewerson             | Även manus och producent |
| 2022 | Father of the Bride                       | Dr. Gary Saeger          |                          |
| 2022 | Press Play                                | Mr. Knott                |                          |
| 2023 | You People                                | Don Wood                 |                          |
| 2023 | Flamin' Hot                               | Lonny Mason              |                          |
| 2023 | Jess Plus None                            | Ranger                   |                          |
| 2023 | The Good Half                             | Darren Wheeland          |                          |
| 2024 | Suncoast                                  | Mr. Ladd                 |                          |
| 2024 | Drugstore June                            | Crawford                 |                          |
| 2025 | Novocaine                                 |                          | Kommande                 |

### TV
| År        | Titel                              | Roll                                        | Notering                                    |
| --------- | ---------------------------------- | ------------------------------------------- | ------------------------------------------- |
| 1996      | Escape from It's a Wonderful Life  | Olika roller                                |                                             |
| 1996-2000 | Saturday Night Live                | Olika roller                                | 3 avsnitt                                   |
| 1996-2004 | Late Night with Conan O'Brian      | Olika roller                                |                                             |
| 1997      | Apartment 2F                       | Iron Stomach                                | 2 avsnitt                                   |
| 1998-2000 | Upright Citizens Brigade           | Olika roller                                | 30 avsnitt                                  |
| 2000      | Strangers with Candy               | Banker / Doctor Robots                      | Avsnitt: "Yes You Can't"                    |
| 2001      | Late Friday                        | Gammal Man                                  | Avsnitt: "#1.6"                             |
| 2001-2002 | The Daily Show                     | Korrespondent                               |                                             |
| 2004      | Cheap Seats                        | Gordon Sumner                               | Avsnitt: "#Stanford-Cal: The 1982 Big Game" |
| 2004      | Arrested Development               | The D.A.                                    | Avsnitt: "Let 'Em Eat Cake"                 |
| 2004      | O'Grady                            | Kevins pappa                                | Röstroll, avsnitt: "The Fly"                |
| 2004-2009 | Reno 911!                          | Ranger Glen / Ian Meltzer                   | 5 avsnitt                                   |
| 2006      | Dog Bites Man                      | Kevin Beeken                                | 9 avsnitt                                   |
| 2007-2008 | Human Giant                        | Olika roller                                | 9 avsnitt                                   |
| 2008      | Worst Week                         | Peacemon                                    | Avsnitt: "The Monitor"                      |
| 2008      | The Sarah Silverman Program        | Tennisspelare                               | Avsnitt: "Patriot Tact"                     |
| 2008      | Little Britain USA                 | Senator's Press Rep / Businessman at Urinal | 3 avsnitt                                   |
| 2009      | The League                         | Mr. Freidman                                | Avsnitt: "The Draft"                        |
| 2009      | Aqua Teen Hunger Force             | Ray                                         | Röstroll, avsnitt: "Fry Legs"               |
| 2010      | Players                            | Bruce Fitzgerald                            | 10 avsnitt                                  |
| 2010      | Party Down                         | Larry Duckett                               | Avsnitt: "Cole Landry's Draft Day Party"    |
| 2010      | Nick Swardson's Pretend Time       | Polischef                                   | Avsnitt: "Relapse Into Refreshment"         |
| 2010      | Community                          | Joshua the Groundskeeper                    | Avsnitt: "Aerodynamics of Gender"           |
| 2010      | Funny or Die Presents              | Producent                                   | Avsnitt: "#1.5"                             |
| 2010      | Hung                               | Matt Saline                                 | 6 avsnitt                                   |
| 2010      | Children's Hospital                | Kameraman / Dr. Trotter                     | 2 avsnitt                                   |
| 2010-2011 | Outsourced                         | Jerry Stern                                 | 8 avsnitt                                   |
| 2011      | Jon Benjamin Has a Van             | Dr. Nathan Kumerly / Rob Shutterman         | 2 avsnitt                                   |
| 2011-2013 | NTSF:SD:SUV::                      | President Grant / NASA Agent                | 2 avsnitt                                   |
| 2012      | Animal Practice                    | Alan Waxman                                 | Avsnitt: "Pilot"                            |
| 2012      | Happy Endings                      | Duckie Blenkinship                          | Avsnitt: "KickBall 2: The Kickening"        |
| 2012      | MyMusic                            | Mr. Indie                                   | Avsnitt: "Back in Black!"                   |
| 2012-2019 | Veep                               | Mike McLintock                              | 65 avsnitt                                  |
| 2013      | Parks and Recreation               | Leonard Tchulm                              | Avsnitt: "Emergency Response"               |
| 2013      | The Aquabats! Super Show!          | Tomten                                      | Avsnitt: "Christmas with the Aquabats!"     |
| 2013-2014 | Drunk History                      | Joseph Pulitzer / KKK medlem                | 2 avsnitt                                   |
| 2013-2016 | Comedy Bang! Bang!                 | L. Jefe Maninchargo                         | 11 avsnitt                                  |
| 2014      | How I Met Your Mother              | Kapten Dearduff                             | Avsnitt: "Sunrise"                          |
| 2014      | Bob's Burgers                      | Rick                                        | Röstroll, avsnitt: "The Kids Rob a Train"   |
| 2014-2016 | Brooklyn Nine-Nine                 | Lohank                                      | 3 avsnitt                                   |
| 2015      | Rick and Morty                     | Sleepy Gary                                 | Röstroll, avsnitt: "Total Rickall"          |
| 2015      | Playing House                      | Phil                                        | Avsnitt: "Employee of the Month"            |
| 2015      | Hot in Cleveland                   | Arnie                                       | Avsnitt: "Bad Girlfriends"                  |
| 2016      | Animals.                           | Grå Häst                                    | Röstroll, avsnitt: "Rats"                   |
| 2016      | Last Week Tonight with John Oliver | Jason Clark                                 | Avsnitt: "Doping"                           |
| 2017      | Teachers                           | Harvey                                      | Avsnitt: "Getting Drilled"                  |
| 2017      | Black-ish                          | President Schook                            | Avsnitt: "Liberal Arts"                     |
| 2018      | Crazy Ex-Girlfriend                | Frank                                       | Avsnitt: "Oh, Nathaniel, It's On!"          |
| 2018      | Another Period                     | Pappa                                       | Avsnitt: "Little Orphan Garfield"           |
| 2018      | The Good Fight                     | Domare Oliver Walenstadt                    | Avsnitt: "Dag 443"                          |
| 2018      | Alex, Inc.                         | Phipps                                      | Avsnitt: "The Grande Apologano"             |
| 2018      | No Activity                        | Larry Turnbull                              | 3 avsnitt                                   |
| 2018      | Champaign ILL                      | Lester Noyce                                | Avsnitt: "Cherry Vintage Rascal"            |
| 2018      | The Guest Book                     | Dave                                        | Avsnitt: "Someplace Other Than Here"        |
| 2019      | Weird City                         | Tawny's pappa                               | Avsnitt: "A Family"                         |
| 2019      | Desus & Mero                       | Dexter Homeland                             | Avsnitt: "Electric Lemonade"                |
| 2020      | American Dad!                      | Agent                                       | Röstroll, avsnitt: "100 Years a Solid Fool" |
| 2020      | Star Trek: Lower Decks             | Ron Docent                                  | Röstroll, avsnitt: "Cupid's Errant Arrow"   |
| 2021      | Curb Your Enthusiasm               | Walt Kinney                                 | Avsnitt: "The Mormon Advantage"             |
| 2022      | The Conners                        | Professor Glen                              | 3 avsnitt                                   |
| 2022      | The Conor Moore Show               | Olika roller                                | 2 avsnitt                                   |
| 2022-2023 | Ghosts                             | Elias Woodstone                             | 2 avsnitt                                   |
| 2023      | Dancing with the Stars             | Sig själv / tävlande                        | 1 avsnitt / första elimineringen            |
| 2024      | Manhunt                            | Samuel Mudd                                 | 7 avsnitt                                   |
| 2024      | Not Dead Yet                       | Frederick P. Moreau                         | Avsnitt: "Not You Yet"                      |